# Чикамога (Джорджія)
Чикамога (англ. Chickamauga) — місто (англ. city) в США, в окрузі Вокер штату Джорджія. Населення — 2917 осіб (2020).

## Географія
Чикамога розташована за координатами 34°52′26″ пн. ш. 85°17′23″ зх. д. / 34.87389° пн. ш. 85.28972° зх. д. (34.873966, -85.289665).  За даними Бюро перепису населення США в 2010 році місто мало площу 6,68 км², з яких 6,65 км² — суходіл та 0,03 км² — водойми.

## Демографія
Згідно з переписом 2010 року, у місті мешкала 3101 особа в 1198 домогосподарствах у складі 844 родин. Густота населення становила 464 особи/км².  Було 1354 помешкання (203/км²).
Расовий склад населення:
| - 95,9 % — білих - 0,7 % — чорних або афроамериканців - 0,6 % — азіатів - 0,1 % — корінних американців |

До двох чи більше рас належало 2,2 %. Частка іспаномовних становила 1,1 % від усіх жителів.
За віковим діапазоном населення розподілялося таким чином: 26,7 % — особи молодші 18 років, 59,8 % — особи у віці 18—64 років, 13,5 % — особи у віці 65 років та старші. Медіана віку мешканця становила 37,2 року. На 100 осіб жіночої статі у місті припадало 93,9 чоловіків;  на 100 жінок у віці від 18 років та старших — 88,8 чоловіків також старших 18 років.
Середній дохід на одне домашнє господарство  становив 57 551 долар США (медіана — 45 481), а середній дохід на одну сім'ю — 71 241 долар (медіана — 50 080). Медіана доходів становила 36 265 доларів для чоловіків та 41 875 доларів для жінок. За межею бідності перебувало 15,1 % осіб, у тому числі 17,2 % дітей у віці до 18 років та 6,3 % осіб у віці 65 років та старших.
Цивільне працевлаштоване населення становило 1390 осіб. Основні галузі зайнятості: освіта, охорона здоров'я та соціальна допомога — 26,0 %, роздрібна торгівля — 13,5 %, виробництво — 12,9 %.